# Paulo Ferreira
Paulo Ferreira (Cascais, Portugal, 18 de enero de 1979) es un exfutbolista portugués que jugaba como defensa. Su último club fue el Chelsea F. C. de Inglaterra.

## Trayectoria

### Inicios
Comenzó su carrera en la segunda división portuguesa con el Estoril Praia. Luego se marchó Vitória de Setúbal en el inicio de la temporada 2000-01.

### Porto
Debido a sus excelentes actuaciones en la primera división portuguesa, se mudó al FC Porto en el verano de 2002, entrenado en ese entonces por José Mourinho. Ferreira fue anteriormente un mediocampista del lado derecho hasta que conoció a Mourinho en el Oporto.
En la temporada siguiente, ganó la Liga y la Copa de aquel país, y además la Copa de la UEFA ante el Celtic en Sevilla, la que fue el punto culminante de una temporada excepcional. La campaña siguiente trajo otro título de liga portuguesa y jugó cada minuto de la UEFA Champions League en que el Oporto salió campeón.

### Chelsea

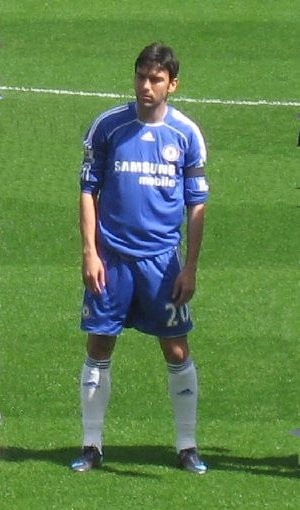
Ferreira jugando para el Chelsea

Después de jugar en el FC Porto durante dos años, se unió al Chelsea por 20 millones €, 13,2 millones £, al comienzo de la temporada 2004-05 de la Premier League. En Stamford Bridge, Ferreira se reunió con su exentrenador José Mourinho y su excompañero Ricardo Carvalho, ambos de los cuales fueron firmados también por el Chelsea en la temporada baja. Ferreira jugó 29 partidos de la Premier League antes de la lesión que lo dejó fuera por el resto de la campaña. Él continuó su buena forma en la temporada siguiente, en el que anotó su primer gol con el Chelsea en la victoria 3-1 sobre el Colchester United en la cuarta ronda de la FA Cup.
A pesar de convertirse en un habitual en la hoja de equipo de la gerencia, Ferreira sufrió una falta de confianza en la temporada 2006-07 y, finalmente, perdió la titularidad a manos de Khalid Boulahrouz, y luego, del mediocampista Geremi. La aparición del joven centrocampista francés Lassana Diarra redujo aún más el tiempo de juego de Ferreira, ya que Mourinho vio en condiciones de jugar el internacional francés en la posición de lateral derecho. Sin embargo, Ferreira jugó los 120 minutos en la final de la FA Cup donde Chelsea se llevó la victoria por 1-0 sobre el Manchester United.
Siguió siendo una alternativa secundaria para el Chelsea en la temporada 2007-08, por detrás de Michael Essien y Juliano Belletti. Aun así, realiza muy buenas actuaciones cuando aparece como estelar. Ferreira firmó un nuevo acuerdo de cinco años con el Chelsea el 18 de febrero de 2008, que lo mantendría en el club hasta el año 2013. Un rumor en el último día de la ventana de transferencia decía que Ferreira estuvo a punto de unirse a los rivales del Chelsea de Londres West Ham United, ya sea a préstamo temporal o por una oferta permanente. El rumor resultó ser falso, sin embargo. Él sufrió una lesión al final de la temporada 2008-09, bordeando sus 99 partidos en Premier League. Paulo Ferreira, finalmente hizo su aparición para el Chelsea en el partido de la Carling Cup contra los rivales del oeste de Londres Queens Park Rangers el 23 de septiembre de 2009. Había estado fuera por una lesión desde enero. Él anotó apenas su segundo gol del Chelsea, un gol tardío en la prórroga en los cuartos de final de la Carling Cup contra el Blackburn Rovers en Ewood Park en los últimos momentos, sin embargo, el Chelsea llegó a perder en los penaltis.
Debido a lesiones de la defensa completa en la temporada 2009-10, como Ashley Cole, José Bosingwa ya más recientemente, Branislav Ivanovic, se le ha dado un papel más consistente en el once inicial, siendo emparejados en las posiciones traseras completas con Yuri Zhirkov. Es más importante en la victoria por 7-1 contra el Aston Villa y la victoria por 2-1 contra el Manchester United. Ferreira hizo 20 apariciones en total, anotando un gol en todas las competiciones para el Chelsea en la temporada 2009-10, jugando 13 partidos de la Premier League, y siete de la FA Cup con la Carling Cup. A partir de octubre de 2010, ha hecho 177 apariciones, anotando 2 goles en todas las competiciones para el Chelsea.
Ferreira fue descrito una vez por Mourinho como "un jugador que nunca volverá a ser el hombre del partido, pero siempre anotar 7/10 para su exhibición individual". Jugó su partido número 200 con el Chelsea en la victoria por 3-1 sobre el Birmingham City el 20 de abril de 2011.
Ferreira jugó su primer partido con el Chelsea en la temporada 2011-2012 durante el partido de Carling Cup contra el Fulham en Stamford Bridge. Chelsea ganó 4-3 en la tanda de penaltis. Jugó su primer partido de Premier League en el juego del 22 de diciembre después de entrar por el lesionado Branislav Ivanovic en un gran partido contra el Tottenham. Aposteriori, fue elogiado debido a su actuación por su técnico y por los medios de comunicación.
Ferreira entró de titular en la Premier League en mayo de 2011 en un partido en casa contra el Aston Villa. Chelsea terminó perdiendo 3-1. El 27 de marzo, el zaguero recibió su segunda salida y su primer inicio en la Liga de Campeones de la temporada frente al Benfica, proporcionando un desempeño sobresaliente defensivo con el Chelsea que ganó la eliminatoria 0-1.
En el año 2012 ganó la Champions League con el Chelsea FC.
El 30 de junio de 2013 se retiró del fútbol.

## Selección nacional

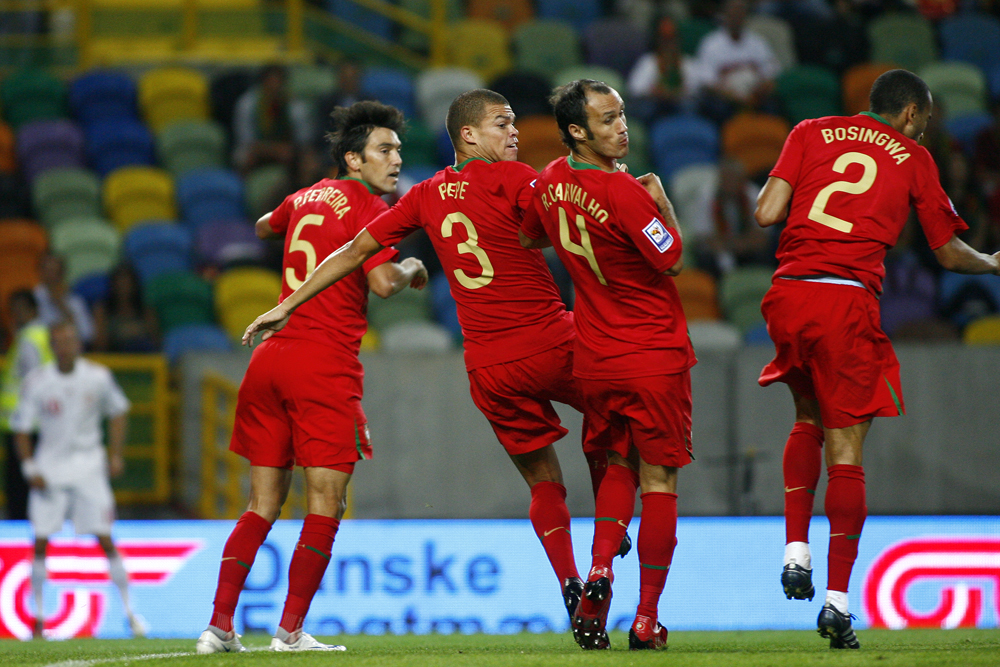
La barrera de para un tiro libre constituida por Ferreira, Pepe, Ricardo Carvalho y José Bosingwa

Él fue llamado al equipo nacional de Portugal para la campaña de la Eurocopa 2004, y jugó el partido de la final de la competición contra la humilde selección de Grecia, para sustituir al lesionado Miguel, sin embargo, la selección de Portugal, terminó cayendo, dándole el título a la selección de fútbol de Grecia.
Paulo hizo dos apariciones con Portugal en la Copa Mundial de Fútbol de 2006. En la semifinal contra Francia, que Portugal perdió 1-0, Ferreira salió en la segunda mitad del lesionado Miguel. Entonces, comenzó el partido por el tercer puesto contra el país anfitrión, Alemania, que los alemanes ganaron 3-1.
Ferreira enfrenta la competencia de José Bosingwa y Miguel en Portugal, para el lateral derecho y juega a menudo en el lateral izquierdo desde el retiro de Nuno Valente.
Ferreira fue convocado en la selección portuguesa para la Eurocopa 2008. Portugal fue eliminado en los cuartos de final y Ferreira fue titular en todos sus cuatro partidos, jugando en el lateral izquierdo.
Un habitual en la clasificación de la Copa Mundial de Fútbol de 2010, a continuación, Ferreira se incluiría en la lista de 23 hombres para representar a la selección en las etapas finales del torneo en el que sólo jugó el partido inaugural.
El 30 de agosto de 2010, Ferreira anunció que también se retira de la selección nacional, poco después de que lo hizo Simão Sabrosa. A nivel internacional, Ferreira representó a Portugal 61 veces y jugó en cuatro torneos (Eurocopa 2004, Copa Mundial de Fútbol de 2006, Eurocopa 2008 y la Copa Mundial de Fútbol de 2010).

### Participaciones en Eurocopas
| Eurocopa      | Sede            | Resultado        | Partidos | Goles |
| ------------- | --------------- | ---------------- | -------- | ----- |
| Eurocopa 2004 | Portugal        | Subcampeón       | 2        | 0     |
| Eurocopa 2008 | Austria y Suiza | Cuartos de final | 4        | 0     |

### Participaciones en Copas Mundiales
| Mundial                        | Sede      | Resultado        | Partidos | Goles |
| ------------------------------ | --------- | ---------------- | -------- | ----- |
| Copa Mundial de Fútbol de 2006 | Alemania  | Cuarto lugar     | 3        | 0     |
| Copa Mundial de Fútbol de 2010 | Sudáfrica | Octavos de final | 1        | 0     |

## Clubes y estadísticas
| Club                | País       | Año       | Partidos | Goles |
| ------------------- | ---------- | --------- | -------- | ----- |
| G. D. Estoril Praia | Portugal   | 1997-2000 | 37       | 2     |
| Vitória F. C.       | Portugal   | 2000-2002 | 72       | 3     |
| F. C. Porto         | Portugal   | 2002-2004 | 99       | 0     |
| Chelsea F. C.       | Inglaterra | 2004-2013 | 217      | 2     |

## Palmarés

### Campeonatos nacionales
| Título                       | Club          | País       | Temporada/Año |
| ---------------------------- | ------------- | ---------- | ------------- |
| Primera División de Portugal | F. C. Porto   | Portugal   | 2002-03       |
| Copa de Portugal             | F. C. Porto   | Portugal   | 2002-03       |
| Supercopa de Portugal        | F. C. Porto   | Portugal   | 2003          |
| Primera División de Portugal | F. C. Porto   | Portugal   | 2003-04       |
| Premier League               | Chelsea F. C. | Inglaterra | 2004-05       |
| Football League Cup          | Chelsea F. C. | Inglaterra | 2004-05       |
| Community Shield             | Chelsea F. C. | Inglaterra | 2005          |
| Premier League               | Chelsea F. C. | Inglaterra | 2005-06       |
| Football League Cup          | Chelsea F. C. | Inglaterra | 2006-07       |
| FA Cup                       | Chelsea F. C. | Inglaterra | 2006-07       |
| FA Cup                       | Chelsea F. C. | Inglaterra | 2008-09       |
| Community Shield             | Chelsea F. C. | Inglaterra | 2009          |
| Premier League               | Chelsea F. C. | Inglaterra | 2009-10       |
| FA Cup                       | Chelsea F. C. | Inglaterra | 2009-10       |
| FA Cup                       | Chelsea F. C. | Inglaterra | 2011-12       |

### Campeonatos internacionales
| Título                       | Club          | Sede          | Temporada/Año |
| ---------------------------- | ------------- | ------------- | ------------- |
| Copa de la UEFA              | F. C. Porto   | Sevilla       | 2002-03       |
| Liga de Campeones de la UEFA | F. C. Porto   | Gelsenkirchen | 2003-04       |
| Liga de Campeones de la UEFA | Chelsea F. C. | Múnich        | 2011-12       |
| UEFA Europa League           | Chelsea F. C. | Amsterdam     | 2012-13       |